# Shirogane no Ishi: Argevollen
Shirogane no Ishi: Argevollen (白銀の意思 アルジェヴォルン, Shirogane no Ishi: Arujevorun), ou plus simplement Argevollen, est une série d'animation japonaise produite par le studio Xebec. La diffusion a débuté le 3 juillet 2014 au Japon sur la chaîne Tokyo MX et en simulcast dans les pays francophones sur Crunchyroll.

## Synopsis
L'histoire prend place dans un monde où deux pays, Alandas et Ingermia, s'opposent depuis très longtemps dans une guerre interminable en utilisant des robots de combat pilotés. Nous suivons Tokimune, un jeune homme appartenant à la 8e unité indépendante ainsi que celle de Jamie, demoiselle qu'il va rencontrer lors d'une attaque ennemie. Pour garantir leur survie, Tokimune n'aura d'autre choix que de combattre à bord d'une nouvelle arme : l'Argevollen développé par l'entreprise ou travaille Jamie.

## Personnages
Tokimune Susumu (ススム・トキムネ, Susumu Tokimune)
Jamie Hazaford (ジェイミー・ハザフォード, Jeimī Hazafōdo)
Ukyō Samonji (サモンジ・ウキョウ, Samonji Ukyō)
Saori Suzushiro (スズシロ・サオリ, Suzushiro Saori)
Silfy Appleton (シルフィー･アップルトン, Shirufī Appuruton)
Lorenz Giuliano (ロレンツ･ジュリアーノ, Rorentsu Juriāno)
Chief (ハンチョウ, Hanchō)
Akane Sorano (ソラノ・アカネ, Sorano Akane)
Kaoru Shiono (シオノ・カオル, Shiono Kaoru)
Hikaru Rikuru (リクル・ヒカル, Rikuru Hikaru)
Akino Terai (テライ・アキノ, Terai Akino)
Seeker (シーカー, Shīkā)
Shouhei Koshikawa (コシカワ・ショウヘイ, Koshikawa Shouhei)
Tsubasa Yamanami (ヤマナミ・ツバサ, Yamanami Tsubasa)
Kouji Tanita (タニタ・コウジ, Tanita Kōji)
Masaru Okui (オクイ・マサル, Okui Masaru)
Tsutomu Kutsuwada (クツワダ・ツトム, Kutsuwada Tsutomu)
Shizuma Izumi (イズミ・シズマ, Izumi Shizuma)
Namie Portman
Toshikazu Cayenne
Eraldo Quasimodo
Reika Nanjou
Schlein Richthofen (シュライン･リヒトフォーヘン, Shurain Rihitofōhen)
Julius Junios (ジュリアス・ユーニオス, Juriasu Yūniosu)
Arnold Holmes
Liz Roderick
Bernard Gaap
Erich Zarl
Rontaul

## Liste des épisodes
| No | Titre français            | Titre japonais     | Titre japonais       | Date de 1re diffusion |
| No | Titre français            | Kanji              | Rōmaji               | Date de 1re diffusion |
| -- | ------------------------- | ------------------ | -------------------- | --------------------- |
| 01 | Rencontre                 | 遭遇               | Sōgū                 | 3 juillet 2014        |
| 02 | Éveil                     | 目覚め             | Mezame               | 10 juillet 2014       |
| 03 | Une armée à lui tout seul | ワンマン·アーミー  | Wanman· āmi          | 17 juillet 2014       |
| 04 | Rapatriement              | 帰還               | Kikan                | 24 juillet 2014       |
| 05 | Attaque-surprise          | 奇襲               | Kishū                | 31 juillet 2014       |
| 06 | Cours, Jamie !            | 走れ, ジェイミー！ | Hashire, Jeimī!      | 7 août 2014           |
| 07 | La presqu’île             | 陸繋島             | Beruharusu           | 14 août 2014          |
| 08 | Revanche                  | 再戦               | Saisen               | 21 août 2014          |
| 09 | Promesse                  | 約束               | Yakusoku             | 28 août 2014          |
| 10 | Conséquences de l'absence | 不在の果て         | Fuzai no hate        | 4 septembre 2014      |
| 11 | Colère                    | 拳                 | Ken                  | 11 septembre 2014     |
| 12 | Reika Nanjô               | ナンジョウ·レイカ  | Nanjō Reika          | 18 septembre 2014     |
| 13 | Bleu et indigo            | 青と藍             | Ao to ai             | 2 octobre 2014        |
| 14 | Fantôme                   | 亡霊               | Bōrei                | 9 octobre 2014        |
| 15 | Sturm                     | 嵐                 | Arashi               | 16 octobre 2014       |
| 16 | Gelé                      | 凍結               | Tōketsu              | 23 octobre 2014       |
| 17 | Défaite                   | 敗北               | Haiboku              | 30 novembre 2014      |
| 18 | Séparation                | 訣別               | Ketsubetsu           | 6 novembre 2014       |
| 19 | Détermination             | 決意               | Ketsui               | 13 novembre 2014      |
| 20 | Une autre conscience      | もうひとつの意識   | Mō hitotsu no ishiki | 20 novembre 2014      |
| 21 | Révolte                   | 動乱               | Dōran                | 27 novembre 2014      |
| 22 | Butin                     | 鹵獲               | Rokaku               | 4 décembre 2014       |
| 23 | Contre-attaque            | 反撃               | Hangeki              | 11 décembre 2014      |
| 24 | La volonté d'argent       | 白銀の意思         | Shirogane no ishi    | 18 décembre 2014      |